# جماعة زحلة
جماعة زحلة  ميليشيا لبنانية مسيحية صغيرة نشأت في مدينة زحلة اليونانية الكاثوليكية في وادي البقاع وحاربت في الحرب الأهلية اللبنانية بين الأعوام 1975 إلى 1981.

## الهيكل والتنظيم
قدرت أعداد مجموعة زحلة بقرابة 100-500 مقاتل كانوا مجهزين بأسلحة صغيرة تم شراؤها من السوق السوداء أو تم أخذها من مستودعات الجيش اللبناني ومراكز قوى الأمن الداخلي. وكما كانت المجموعة مجهزة ببضع شاحنات مسلحة وسيارات جيب Willys M38A1 MD وتويوتا لاند كروزر J40 ولاند روفر II ,III ودودج موديل 1956 وبيك آب فارغو مزودة بمدافع رشاشة ثقيلة وبنادق عديمة الارتداد. وقد سيطرت المجموعة على غالبية منطقة زحلة حتى العام 1978، عندما تم أخيرًا ضمها إلى القوات اللبنانية.

## مشاركة سكان زحلة في الحرب الأهلية اللبنانية (1975-1981)
في تاريخ 28 آب من العام 1975، اشتبكت ميليشيا جماعة زحلة مع جيش التحرير الزغرتاوي الماروني المعروف أيضًا بلواء المردة في زحلة، وكان جيش التحرير تحت قيادة طوني فرنجية. وقد تدخلت قوات الجيش اللبناني بمحاولة فاشلة من أجل كبح القتال. تحالفت جماعة زحلة مع الفصائل المسيحية اليمينية الأخرى في الجبهة اللبنانية وحافظت على صمودها ضد محاولات منظمة التحرير الفلسطينية وميليشيات الحركة الوطنية اللبنانية اليسارية وجيش لبنان العربي لأجل السيطرة على زحلة في العام 1976. وفي 14 كانون الثاني من ذلك العام، دافعت المجموعة عن بلدتهم عندما حاصرتها قوات منظمة التحرير الفلسطينية والحركة الوطنية الليبرارية ردًا على سقوط مخيم ضبية للاجئين الفلسطينيين في أيدي الميليشيات المسيحية التابعة للجبهة اللبنانية في وقت سابق من نفس اليوم. وعلى الرغم من دمج جماعة زحلة في القوات اللبنانية عام 1978، إلا أن أعضائها السابقين لعبوا دورًا في الدفاع عن بلدتهم في تاريخ 20 كانون الأول من العام 1980 عندما قامت ميليشيا نمور الأحرار المعروفة أيضًا بمجموعة الحنش بالاستيلاء بالقوة على المكاتب المحلية للحزب الليبرالي الوطني، بالإضافة إلى حدث آخر في آذار من العام 1981 عندما حاصرها الجيش السوري خلال معركة زحلة.